# Glasbatist
Glasbatist ist ein weißer Batist aus Baumwolle oder Chemiefasern, der durch Merzerisieren, Bleichen und Behandlung mit 64%iger Schwefelsäure sowie nachfolgend mit Natronlauge durchscheinend gemacht und dauerhaft gesteift wurde. Diese waschbeständige Ausrüstung nennt man opalisieren. Gemusterter Glasbatist wird als Organdy oder auch Opal bezeichnet. Damit verwandt ist der Organza. 
Die Kette wird zwischen 28 und 38 Fäden pro Zentimeter eingestellt, die Garnfeinheit beträgt Nm 120 bis Nm 200. Das transparente Gewebe in Leinenbindung wird für Sommer- und Abendkleider, Blusen und Accessoires verwendet.